# Везенберг (замок)
Замок Ве́зенберг (нем. Schloss Wesenberg), современные названия городище Ра́квере, замок Раквере и орденский замок Ра́квере (эст. Rakvere ordulinnus) — средневековый орденский замок, расположенный в городе Раквере, Эстония, на горе Валлимяги, .

## История
До XIII века на горе Валлимяги было городище древних эстов, называемое Тарванпяэ (эст. Tarvanpää, высота над уровнем моря 105 метров, относительная высота — 25 метров).
В XIII веке датчане построили на горе несколько каменных сооружений. Самые серьёзные работы по строительству крепости начались после 1345 года, когда Северная Эстония перешла в подчинение Ливонскому ордену.
Сначала было возведено северное крыло замка, а мощное южное крыло с угловыми башнями (большая часть которых сохранилась до наших дней) было построено только двести лет спустя, в XV—XVI веках. В северо-восточной части крепости были построены ворота, защищённые полукруглой оружейной башней.
Во время Ливонской войны в 1560—1580-е годы под крепостью происходили ожесточенные сражения между русскими, шведами и немцами. Крепость, частично поврежденная уже в то время, была значительно разрушена во время шведско-польской войны в 1602—1605 годах.
В XVII—XVIII веках в руинах крепости находилась каменоломня.
Первые работы по приведению руин в порядок были проведены в 1901—1902 годах, а более серьёзные ремонтно-реставрационные работы ― в 1975—1988 годах. Лучше всего сохранилось южное крыло замка и угловые башни. На одной из башен сейчас развевается флаг Эстонии.

## Галерея
- Рисунок 1782 года
- Руины замка и ров
- Видеo замка с дрона, 2022 год